# Gale Page
Gale Page (n. Sally Perkins Rutter, n. 29 iulie 1913, Spokane, Washington, SUA – d. 8 ianuarie 1983, Santa Monica, California, SUA) a fost o actriță și cântăreață americană.

## Biografie
Page a fost fiica lui R.L. și Isabel (Gale) Rutter din Spokane. Mătușa și unchiul ei au fost Elizabeth Gale Page și Miles Poindexter, senator american de Washington, iar mai târziu ambasadorul SUA în Peru. Ea a fost și strănepoata lui Joseph Gale, primul guvernator al statului Oregon.
Page a fost actriță de radio și cântăreață înainte de a semna un contract de film la Hollywood cu Warner Brothers, în 1938.
Ea a cântat la un radio din Spokane înainte de a obține un loc de muncă la radioul KYW din Chicago, Illinois, apoi s-a mutat la NBC, unde printre activitățile ei în rețea a fost și  cântatul în serialul radiofonic de comedie Fibber McGee and Molly. Page a fost distribuită în rolul cântăreței de blues Gertrude Lamont în emisiunea radio din 1935  Masquerade. Începând cu 27 mai 1936 , ea a jucat-o pe Gloria Marsh în  emisiunea radio Today's Children. În vara anului 1939, ea a jucat împreună cu Jim Ameche în Hollywood Playhouse.

## Filmografie
Ea a debutat cinematografic în Crime School (1938) cu Humphrey Bogart și a apărut și în  Dubla existență a doctorului Clitterhouse (The Amazing Dr. Clitterhouse, 1938) înainte de a primi rolul celei de-a patra fiice în Four Daughters (1938). Ea a jucat în acest film împreună cu Lane Sisters și a fost singura „fiică” din film care nu a fost jucată de una dintre surorile Lane. Ea a apărut în alte trei filme alături de surorile Lane: Daughters Courageous (1939) și în două continuări ale filmului Four Daughters : Four Wives (1939) și Four Mothers (1941).
Page a apărut în doar 16 filme de-a lungul carierei sale, inclusiv  Heart of the North (1938), Nu poți scăpa de crimă (You Can't Get Away with Murder, 1939), Naughty but Nice (1939), Ei șofează noaptea (They Drive by Night, 1940), Knute Rockne, All American (1940), The Time of Your Life (1948) și Anna Lucasta (1949).

### Televiziune
Page a fost un interpretat un rol semi-principal în serialul de televiziune Robert Montgomery Presents din 1954 până în 1957.

## Viața personală
Page a fost căsătorită mai întâi cu Frederick M. Tritschler, cu care a avut un fiu. Au divorțat la 20 octombrie 1939.
La 17 august 1942, Page s-a căsătorit cu contele Aldo Solìto de Solis, pianist și compozitor . În 1943, au avut gemeni, Marina Francesca și Lucchino Giovanni. Prin această căsătorie, actrița a dobândit titlul de „Contesa Solìto de Solis” .

## Deces
Page a murit în Santa Monica, California, la vârsta de 72 de ani, de cancer pulmonar. 